# Ochotnicza Straż Pożarna w Czeskiej wsi
https://www.facebook OSP Ceska wieś